# Еменьга (приток Ваги)
Еменьга (в верховье Колгозерка) — малая река в Шенкурском районе Архангельской области, левый приток Ваги. Длина — 18 км.

## Течение
Река берёт начало из Емгозера. Высота истока — 48 м над уровнем моря. В верховье течёт на север, протекает через озеро Колгозеро. Именно с этими двумя озёрами связаны и названия реки. Принимает в себя сток из озёр Большое и Малое Шеньгозеро. На всём протяжении ширина русла не превышает 10 метров. Впадает в реку Вагу недалеко от деревни Степычевская. Высота устья — 20 м над уровнем моря.
Примерно в 2,5 километрах от устья пересекает автодорогу М8. Населённых пунктов на берегах реки нет.

## Данные водного реестра
- Бассейновый округ — Двинско-Печорский[2].
- Речной бассейн — Северная Двина[2].
- Речной подбассейн — Северная Двина ниже места слияния Вычегды и Малой Северной Двины[2].
- Водохозяйственный участок — Вага[2].
- Код объекта — 03020300212103000032497[2].